# Баланс контрастности

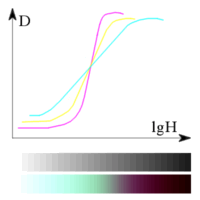
Характеристические кривые слоёв цветного негативного фотоматериала, разбалансированного по контрасту. H — экспозиция, D — оптическая плотность. Больший наклон кривой означает больший контраст

Бала́нс контра́стности цветного фотографического материала (или цветного фотографического процесса) — характеристика, выражающая степень соответствия значений коэффициента контраста трёх основных слоёв многослойного фотоматериала или каналов цветоделения.
Величина баланса контрастности определяется как отношение максимального к минимальному коэффициентов контраста. Определяются их значения из характеристических кривых каждого из слоёв.
Измеряется при использовании источников света с определённой для данного материала цветовой температурой.
Нарушение баланса контрастности происходит:
- Из-за нарушений технологии изготовления цветного фотоматериала;
- Изменения условий проявления цветного фотоматериала;
- Вследствие длительного хранения;

Нарушение баланса контрастности проявляется, например, при съёмке шкалы нейтрально-серых цветов в том, что при верном балансе белого цвета в середине фотографической широты тени и света становятся окрашенными во взаимно-дополнительные цвета.
Так, на приведённом рисунке разница в контрасте слоёв привела к тому, что в области больших экспозиций преобладает пурпурный оттенок негативного изображения (на позитиве это будет означать преобладание зелёного цвета), в области малых экспозиций преобладает зелёный оттенок негативного изображения, что даст пурпурный оттенок на позитиве. При этом из-за существенной нелинейности соответствующих участков характеристических кривых каждого слоя оттенок цвета оказывается непостоянным, и можно наблюдать красные и голубые цвета в областях максимальных и минимальных экспозиций.
Не может быть скомпенсировано корректирующими светофильтрами при съёмке или печати фотографий.
При цифровой обработке может быть достигнута полная компенсация разбаланса по контрасту, с применением инструмента «Кривые» в наиболее подходящем цветовом пространстве. Однако для достижения необходимой точности, помимо фотографируемого объекта, в тех же условиях на тот же фотоматериал должна быть сфотографирована серая шкала.